# Казакаленда
Казакале́нда (итал. Casacalenda) —  коммуна в Италии, располагается в регионе Молизе, в провинции Кампобассо.
Население коммуны составляет, на 01.01.2023 года, 1851 человек, плотность населения ─ 27,51 чел./км². Занимает площадь 67,28 км². Почтовый индекс — 86043. Телефонный код — 0874.
Покровителем коммуны почитается святой Онуфрий Великий, празднование 12 июня.

## Демография
Динамика населения:

## Администрация коммуны
- Официальный сайт: http://casacalendacomune.it/